# Oskari Mantere
Oskari Mantere (Hausjärvi, 18 de septiembre de 1874-Helsinki, 9 de diciembre de 1942) fue un pedagogo y político finlandés. Pertenecía al Partido Progresista. Mantere fue primer ministro de Finlandia de 1928 a 1929. También fue ministro de asuntos sociales y de educación. Antes de ser primer ministro había trabajado de rector.